# MAXI J1659-152
Binaire X à faible masse
MAXI J1659-152 est un système trou noir - étoile, avec une vitesse de révolution orbitale particulièrement rapide, découvert par le télescope spatial Swift de la NASA le 25 septembre 2010. Ce système se situe à environ 8,6 kpc (∼28 000 al) du Système solaire dans la constellation d'Ophiucus. Le 19 mars 2013, le télescope spatial XMM-Newton de l'ESA a aidé à identifier une étoile et un trou noir qui orbitent l'un autour de l'autre, à raison d'une fois toutes les 2,4 heures.

## Caractéristiques du système binaire
Le trou noir et l'étoile orbitent autour de leur centre de masse commun. Parce que l'étoile est l'objet le plus léger, elle se trouve plus loin de ce point et doit « voyager autour de sa plus grande orbite à une vitesse vertigineuse de deux millions de km/h », 500 à 600 km/s, soit environ 20 fois la vitesse orbitale de la Terre. C'était l'étoile mobile la plus rapide jamais vue dans un système binaire à rayons X jusqu'à la découverte du système 47 Tuc X9. D'autre part, le trou noir orbite à "seulement" 150 000 km/h du centre de masse.
Le trou noir de ce système est au moins trois fois plus massif que le Soleil, tandis que son étoile compagne naine rouge a une masse de seulement 20 % de celle du Soleil. La paire est séparée d'environ un million de kilomètres. À titre de comparaison, la distance entre le Soleil et la Terre est d'environ 150 millions de kilomètres.